# Trégarantec
Trégarantec è un comune francese di 609 abitanti situato nel dipartimento del Finistère nella regione della Bretagna.

## Società

### Evoluzione demografica
Abitanti censiti